# 武汉机场高速公路
武汉天河机场高速公路，编号S18，简称机场高速，是一条连接中国武汉市区与武汉天河国际机场的高速公路，1994年随天河机场建成通车，总长度约16公里。机场高速为双向四车道，日均车流量2万台左右，通过车辆90%以上为小车，每台小型客车收10元。 因天河机场三期建设工程扩建，机场高速北段从外环高速至天河机场区间260米长的路段被用于兴建飞机跑道，2014年10月20日至2019年4月30日封闭，期间机场二通道为进入天河机场的唯一高速公路。
2019年5月1日，武汉机场高速一通道北段（丰荷山互通至改线段）恢复通行。

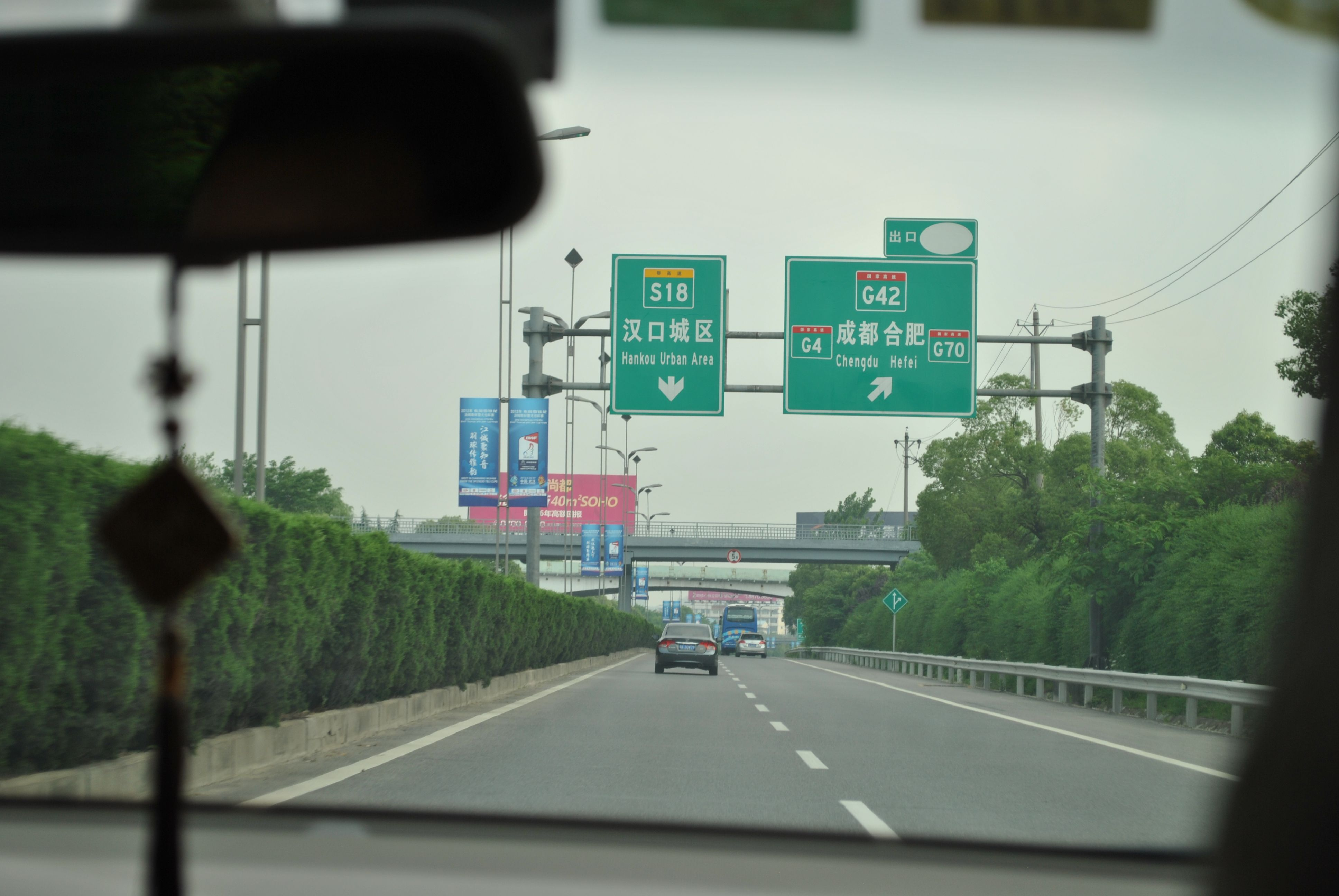
机场高速路